# جيمس غولدينج
جيمس غولدينج (بالإنجليزية: James Golding)‏ هو سائق سباق أسترالي، ولد في 19 يناير 1996 في Warragul ‏ في أستراليا.